# افسونگر فلورانس
افسونگر فلورانس (انگلیسی: The Enchantress of Florence) نهمین رمان سلمان رشدی است که در سال ۲۰۰۸ منتشر شد. به گفته رشدی، این «کتاب با بیشترین تحقیق» اوست که «سال‌ها مطالعه» نیاز داشته است.
این رمان در ۱۱ آوریل ۲۰۰۸ توسط جاناتان کیپ لندن و در ایالات متحده توسط رندوم هاوس منتشر شد.

## طرح کلی
موضوع اصلی افسونگر فلورانس سفر یک اروپایی به دربار امپراتور امپراتوری گورکانی اکبر کبیر است و ادعای او مبنی بر اینکه او از خویشاوندان گمشده اکبر است؛ خویشاوندی که از یک شاهزاده خانم هندی تبعیدی و یک ایتالیایی از فلورانس متولد شده است. داستان بین قاره‌ها، از دربار اکبر تا فلورانس دورهٔ رنسانس در حرکت است و تاریخ، تخیل و افسانه را با هم ترکیب می‌کند.

### بخش اول
داستان ماجراجویی در فاتح پور سیکری، پایتخت امپراتور گورکانی اکبر کبیر آغاز می‌شود، زمانی که غریبه‌ای از کشتی دزدان دریایی به کاپیتانی لرد هاوکسبنک اسکاتلندی پنهان شده و به دربار گورکانی (مغول‌های هند) می‌رسد و باعث صحبت‌ها و نگاهی به گذشته دربار می‌شود.

### بخش دوم
غریبه شروع به گفتن داستان به اکبر می‌کند و به دوران کودکی سه دوست در فلورانس، ایل ماکیا، آگو وسپوچی و نینو آرگالیا بازمی‌گردد که آخرین آنها در شرق ماجراجو شد.

### بخش سوم
داستان به آشوب‌ها و هیاهوی فلورانس در دست دودمان مدیچی بازمی‌گردد.
یک کتابشناسی هشت صفحه‌ای در انتهای داستان آمده است.

## مضامین اصلی
این کتاب دنباله‌ای از داستان‌های در هم تنیده را توسط راویان، مسافران و ماجراجویان مختلف روایت می‌کند و البته به تاریخ و فرهنگ مکان‌های مختلف از جمله امپراتوری‌های گورکانی و عثمانی، گورکانی‌های اولیه و فلورانس دورهٔ رنسانس می‌پردازد. در مضمون این کتاب تم قوی جنسی و شهوانی وجود دارد که بیشتر آن حول محور افسونگر عنوان کتاب می‌چرخد که از شعر رنسانس اورلاندو فیوریوسو الهام گرفته شده است. همچنین بحث‌های مکرر در مورد انسان‌گرایی و مناظره در مقابل اقتدارگرایی وجود دارد و نیکولو ماکیاولی یکی از شخصیت‌های کتاب است. مانند آثار قبلی رشدی، این کتاب را می‌توان اثری از رئالیسم جادویی دانست.

## شخصیت‌های داستانی
- قره‌کوز، بانوی چشم سیاه، که رشدی به نقل از خود از شخصیت (داستانی) آنجلیکا در شعر حماسی اورلاندو ایناموراتو الهام گرفته شده است.
- هاوکسبنک - شخصیت داستانی ممکن است بر اساس سر جان هاک‌وود، یک مزدور انگلیسی یا کوندوتیرو در ایتالیای قرن چهاردهم باشد.

## شخصیت‌های تاریخی

### پادشاهی گورکانی
- اکبر کبیر - امپراتوری گورکانی
- ماهم آنگه - دایه اکبر. او پس از برکناری محمد بیرام خان‌خانان در سال ۱۵۶۰ تا زمانی که اکبر در سال ۱۵۶۲ اندکی قبل از مرگش قدرت کامل را به دست گرفت، نایب‌السلطنه واقعی دولت گورکانی بود.
- جودا بای - ملکه همسر و همسر مورد علاقه اکبر، مادر شاهزاده سلیم
- ادهم خان - برادر رضاعی اکبر
- بابر - بنیانگذار پادشاهی گورکانی، برادر آنجلیکا
- قتلغ نگار بیگم - مادر بابر
- خانزاده بیگم - خواهر بابر
- نصیرالدین همایون - دومین پادشاه گورکانی، پدر اکبر
- گل‌بدن بانو - دختر بابر، خواهر همایون، عمه اکبر
- خسرو میرزا گورکانی - پسر شاهزاده سلیم، نوه اکبر و بعدها امپراتور جهانگیرشاه
- ابوالفضل علامی - مشاور ارشد اکبر و نویسنده اکبرنامه، یکی از ناواراتان، نه گوهر دربار اکبر. او در اصل فارسی‌زبان بود.
- بیربال - وزیر اعظم دربار گورکانی در دورهٔ اکبر، همچنین یکی از ناواراتناس
- تان سین - موسیقی‌دان افسانه‌ای، به خاطر صدا و موسیقی‌اش مشهور است
- علی‌شیر نوایی - شاعر هرات
- میر سید علی – اولین استاد نگارگری گورکانی در زمان اکبر کبیر

### سلسله صفوی
- شاه اسماعیل یکم – شاه ایران از سال ۱۵۰۱ تا ۱۵۲۴ و پیروز نبرد مرو (شهر باستانی), ترکمنستان

### امپراتوری عثمانی
- سلطان محمد دوم – سلطان امپراتوری عثمانی برای مدت کوتاهی از ۱۴۴۴ تا ۱۴۴۶ و سپس از ۱۴۵۱ تا ۱۴۸۱. او قسطنطنیه را فتح کرد و به امپراتوری بیزانس پایان داد.
- بایزید دوم – سلطان امپراتوری عثمانی از ۱۴۸۱ تا ۱۵۱۲
- سلیم یکم «سخت‌گیر» – پسر بایزید دوم و سلطان امپراتوری عثمانی از ۱۵۱۲ تا ۱۵۲۰
- ینی‌چری – واحدهای پیاده‌نظام که به عنوان محافظان و نیروهای مخصوص سلطان عثمانی خدمت می‌کردند

### غربی
- آمریگو وسپوچی – کاوشگر و نقشه‌بردار که قاره‌های آمریکا به نام او نام‌گذاری شده‌اند
- نیکولو ماکیاولی – دیپلمات ایتالیایی، فیلسوف سیاسی، موسیقیدان، شاعر و نمایش‌نامه‌نویس
- آندریا دوریا – دریاسالار جنوا
- جولیانو دو مدیچی – فرمانروای فلورانس از ۱۵۱۲ تا ۱۵۱۶
- لورنتزو دو مدیچی، دوک اوربینو – حاکم جمهوری فلورانس، در اثر سیفلیس درگذشت؛ نیکولو ماکیاولی "شهریار" را به او تقدیم کرده است
- جیرولامو ساونارولا – کشیش دومینیکن‌ها ایتالیایی، رهبر متعصب جمهوری فلورانس از ۱۴۹۴ تا اعدامش در ۱۴۹۸

### دیگران
- شیبک خان – رهبر ازبک‌ها و شیبانیان
- ولاد سوم، شاهزاده والاچیا (۱۴۴۸؛ ۱۴۵۶–۱۴۶۲؛ ۱۴۷۶)

## بازخورد منتقدان
کالچر کریتیک با جمع‌بندی نظرات منتقدان بریتانیایی و آمریکایی به این اثر امتیاز ۷۶٪ را اختصاص داده است. در شماره ژانویه/فوریه ۲۰۱۱ نشریه بوک‌مارکس که نظرات منتقدان کتاب‌ها را گردآوری می‌کند، این اثر امتیاز  (۳٫۰۰ از ۵) را دریافت کرد. واشینگتن پست در خلاصه نظرات گفته است: اگر کسی بتواند از نقایص آن چشم‌پوشی کند، افسونگر فلورانس «به قدری به جادوی رنسانس ادای احترام می‌کند که لذت‌بخش است». به صورت جهانی، کامپلیت ریویو بیان می‌کند که «هیچ توافق نظری وجود ندارد، نظرات بسیار متفاوت هستند».
نویسنده گاردین، اورسولا لو گویین آن را «رمانی درخشان، جذاب و سخاوتمندانه» توصیف کرده و از «جاذبه و قدرت، طنز و شوک، نشاط و عظمت آن» ستایش کرده است.